# Gare de Valognes-Ville
Ne doit pas être confondu avec Gare de Valognes.
La gare de Valognes-Ville est une gare ferroviaire française, fermée, de la ligne de Valognes Montebourg à Saint-Vaast et à Barfleur, située à proximité du centre de la ville de Valognes dans le département de la Manche en région Normandie.
Elle est mise en service en 1886 par la Compagnie de chemins de fer départementaux (CFD) et fermée à tout trafic en 1948.

## Situation ferroviaire
Établie à 35 mètres d'altitude, La gare de Valognes-Ville était située sur la ligne de Valognes à Barfleur entre les gares de Valognes-État (gare SNCF en service) et de Saint-Martin-d'Audouville. S'intercalait la halte de Saint-Germain-de-Tournebut en aval. 

## Histoire
La gare de Valognes-Ville est mise en service le 20 avril 1886 par la Compagnie de chemins de fer départementaux (CFD), lorsqu'elle ouvre à l'exploitation la ligne, à voie normale, de Valognes à Barfleur.
La gare est fermée le 8 février 1948, lors de l'arrêt de l'exploitation de la section de Valognes à Saint-Vaast-la-Hougue.

## Service des voyageurs
Gare fermée et désaffectée.

## Après le chemin de fer
L'ancien bâtiment voyageurs est devenu une habitation privée.